# Auto GP World Series
Auto GP World Series – seria wyścigowa, która w 2010 roku zastąpiła Formułę Euroseries 3000. Zawody Auto GP World Series były rozgrywane tylko w Europie, lecz w 2012 roku, włodarze serii potwierdzili rundy wyścigowe poza starym kontynentem.

## Historia
Zawody początkowo narodziły się jako Włoska Formuła 3000 w 1999 roku. Powstała ona z inicjatywy Pierluigi Corbari'ego. W wyścigach używano starych nadwozi Loli i silników firmy Zytek. Rosnąca popularność formuły spowodowała, że przeniosła się ona na europejskie tory wyścigowe z mieniając nazwę na Formuła Euroseries 3000. W 2004 Euroseries 3000 pozyskało tytularnego sponsora – firmę Superfund. Jednorazowo na rok 2005, seria wyścigowa znów się zamieniła tylko na włoską a następnie ponownie na europejską. Od 2010 roku miały być używane w Euroseries 3000 bolidy oparte na konstrukcji tych, z A1 Grand Prix, które startowały w sezonie 2005/2006. Euroseries 3000 traciła na popularności przez co postanowiono na jej doszczętną modernizacje. Zmieniono nazwę na Auto GP, w zawodach pojawił się nowy bolid – Lola B05/52 o silniku który miał moc 550 koni mechanicznych i został wyprodukowany przez firmę Zytek. Bolid okazał się być szybszym od pojazdów którymi dysponowało World Series by Renault, Formuła 2 i Superleague Formula. Auto ustępowało tylko tym z Serii GP2 i Formuły 1. Na każdy wyścig GP, zostawała przyznawana pula 200 tysięcy euro którą dzielono i rozdawano w różnych sumach, kierowcom którzy zdobyli w cały weekend wyścigowy najwięcej punktów. Opłata za cały sezon startów miała wynosić 380 tysięcy euro co jest mniejszą sumą niż w Formule 3 Euroseries.

## Sezon 2010
Do pierwszego sezonu startów, zgłosiło się dziewięć ekip. Miało się w nim odbyć sześć rund które liczyły po dwa wyścigi. Pierwszym mistrzem w historii Auto GP został Romain Grosjean z zespołu DAMS. Drugi był Edoardo Piscopo a trzeci Duncan Tappy.

## Sezon 2011
W sezonie 2011 odbyło się siedem rund wyścigowych a seria towarzyszyła mistrzostwom samochodów turystycznych – WTCC. Mistrzem serii został Kevin Ceccon, drugie miejsce zajął Luca Filippi a trzeci był Sergiej Afanasyjew.

## Mistrzowie
| Sezon | Mistrz              | Zespół            |
| ----- | ------------------- | ----------------- |
| 2010  | Romain Grosjean     | DAMS              |
| 2011  | Kevin Ceccon        | Ombra Racing      |
| 2012  | Adrian Quaife-Hobbs | Super Nova Racing |
| 2013  | Vittorio Ghirelli   | Super Nova Racing |
| 2014  | Kimiya Satō         | Super Nova Racing |